# Морель Барриос, Хорхе
Хорхе Эммануэль Морель Барриос (исп. Jorge Emanuel Morel Barrios; родился 22 января 1998 года в Асунсьоне) — парагвайский футболист, полузащитник клуба «Серро Портеньо» и сборной Парагвая.

## Клубная карьера
Морель — воспитанник столичного клуба «Гуарани». 15 февраля 2016 года в матче против «Спортиво Лукеньо» он дебютировал в парагвайской Примере. В том же году Хорхе стал чемпионом Парагвая. 14 мая 2017 года в поединке против «Спортиво Лукеньо» Морель забил свой первый гол за «Гуарани».

## Международная карьера
В 2015 году в составе юношеской сборной Парагвая Морель принял участие в домашнем юношеском чемпионате Южной Америке. На турнире он сыграл в матчах против команд Венесуэлы, Перу, Аргентины, Эквадора, а также дважды против Колумбии и Бразилии. В поединке против бразильцев Хорхе забил гол.
В том же году в составе юношеской сборной Парагвая Морель принял участие в юношеском чемпионате мира в Чили. На турнире он принял участие в матчах против команд Сирии и Франции. В поединке против сирийцев Хорхе забил гол.
В 2017 года Морель принял участие в молодёжном чемпионате Южной Америки в Эквадоре. На турнире он сыграл в матчах против команд Колумбии, Чили, Бразилии и Эквадора.

## Достижения
«Гуарани» Асунсьон
- Чемпион Парагвая: Клаусура 2016
- Обладатель Кубка Парагвая: 2018